# Rusovce
Rusovce (em croata: Rosvar; em alemão: Karlburg; em húngaro: Oroszvár)  é um bairro de Bratislava, capital da Eslováquia. Está situado no distrito de Bratislava V, na região de Bratislava. Tem 25,56 km² de área e sua população em 2018 foi estimada em 4.114 habitantes.